# Cindy Ngamba
Cindy Winner Djankeu Ngamba (Douala, 7 de setembro de 1998) é uma pugilista camaronesa. Ela é a primeira medalhista da Equipe Olímpica de Refugiados, tendo conquistado o bronze no boxe feminino de peso médio nas Olimpíadas de Verão de 2024.

## Vida pessoal
Ngamba nasceu em Camarões. Aos 11 anos, Ngamba mudou-se para o Reino Unido. Seu tio perdeu a papelada de imigração de Ngamba quando voltou para Camarões. Desde então, Ngamba obteve um diploma de bacharel (com honras) em Crime e Justiça Criminal na Universidade de Bolton.
Em 2019, Ngamba e o seu irmão foram detidos enquanto compareciam num gabinete de imigração em Bolton e enviados para um centro de detenção em Londres. Foram libertados no dia seguinte. Aos 18 anos, Ngamba assumiu -se lésbica; como tal, não pode regressar aos Camarões sem correr o risco de ser presa, uma vez que a homossexualidade é ilegal naquele país.

## Carreira
Ngamba treina com a GB Boxing, embora não possa competir pela Grã-Bretanha, pois não tem passaporte britânico. Ela ganhou o Campeonato Nacional Amador Britânico em três categorias de peso diferentes, tornando-se a primeira mulher a alcançar o feito desde Natasha Jonas. Em 2023, Ngamba venceu um evento de Bocskai na Hungria, e competiu no evento abaixo de 75 kg pela Equipe de Refugiados do COE nos Jogos Europeus de 2023.
Ela competiu pela Equipe Olímpica de Refugiados no Torneio de Qualificação Olímpica de Boxe Mundial de 2024 e se classificou para as Olimpíadas de Verão em Paris, ao lado de sua colega britânica Chantelle Reid. Em 2 de maio de 2024, Ngamba foi oficialmente nomeada para a Equipe Olímpica de Refugiados, tornando-se a primeira boxeadora a ser selecionada para a equipe. Ela também foi escolhida como uma das porta-bandeiras da Equipe Olímpica de Refugiados para a cerimônia de abertura ao lado da atleta síria de taekwondo Yahya Al-Ghotany.
Ngamba foi sorteada para lutar contra a medalhista de ouro do Campeonato Mundial Feminino de Boxe da IBA de 2022, Tammara Thibeault, do Canadá, no primeiro round e venceu por decisão dividida de 3:2. Ela derrotou a medalhista de bronze do Campeonato Mundial de 2022, Davina Michel, da França, por decisão unânime nas quartas de final das Olimpíadas de Paris de 2024 para garantir a si mesma pelo menos uma medalha de bronze e, no processo, se tornar a primeira pessoa a ganhar uma medalha olímpica para a Equipe Olímpica de Refugiados. Ela lutou contra Atheyna Bylon do Panamá nas semifinais e perdeu por decisão dividida de 4:1, levando assim uma medalha de bronze.